# Mikroagresja
Mikroagresja – wyrażenie określające przypadki powszechnych świadomych i nieświadomych wypowiedzi i zachowań, które komunikują wrogie, obraźliwe bądź negatywne postawy wobec historycznie marginalizowanych grup. Mikroagresje są uznawane za szkodliwe, jako że powtarzają i utrwalają negatywne stereotypy.

## Historia
Wyrażenie zostało ukute w 1970 przez psychiatrę Chestera M. Pierce’a z Uniwersytetu Harvarda, który regularnie bywał świadkiem obelg i zniewag kierowanych przez nieczarnych Amerykanów do Afroamerykanów.
Na początku XXI wieku wyrażenie to było stosowane w przypadku okazjonalnej degradacji jakiejkolwiek społecznie marginalizowanej grupy, włączając w to społeczność LGBT, ludzi żyjących w ubóstwie oraz osób z niepełnosprawnościami. Psycholog Derald Wing Sue definiuje mikroagresje jako „krótkie, codzienne interakcje wysyłające poniżające komunikaty do pewnych osób ze względu na ich przynależność grupową”. Osoby, które w taki sposób komunikują, mogą mieć dobre intencje i być nieświadome potencjalnego wpływu ich słów na odbiorcę.

## Opis
Mikroagresje to codzienne pytania, komentarze, zachowania, które odnoszą się do różnych elementów tożsamości takich jak tożsamość płciowa, płeć biologiczna, orientacja seksualna, rasa, grupa etniczna, niepełnosprawność i inne cechy prawnie chronione. Komunikaty te i działania oparte są na negatywnych, krzywdzących stereotypach. Uważane jest, że wywodzą się z nieuświadomionych uprzedzeń i przekonań, które mogą przejawiać się świadomie bądź nieświadomie w codziennej komunikacji werbalnej. Mimo że tego typu komunikacja zazwyczaj wydaje się nieszkodliwa dla obserwatorów, jest postrzegana jako forma ukrytego rasizmu lub codziennej dyskryminacji.
Są one trudne do wykrycia przez członków kultury dominującej, jako że często nie mają one na celu wyrządzenia krzywdy. Jednak mogą sprawić, że ludzie, do których są adresowane komunikaty, poczują się niebezpiecznie i/lub niekomfortowo. Mikroagresje mogą wydawać się nieistotne w danym momencie, ale z czasem mają negatywny wpływ na zdrowie psychiczne odbiorców. W analizie przeprowadzonej przez dr Monnicę T. Williams z Uniwersytetu Ottawskiego dowiedziono, że mikroagresje w miarę upływu czasu same w sobie mogą być traumatyzujące.
Opierając się na taksonomiach Sue i innych oraz rozbudowując je, możemy wyróżnić następujące kategorie mikroagresji:
- poczucie niewidzialności ze względu na rasę,
- bycie podejrzanym/ą o działalność o charakterze przestępczym,
- bycie uprzedmiotowioną seksualnie,
- bycie postrzeganym/ą jako osoba z niskim potencjałem albo członek/członkini niepożądanej kultury,
- bycie obcym/ą i nie wpasującym/ą się,
- doświadczenie pominięć środowiskowych[13].

## Krytyka
Wielu uczonych i komentatorów społecznych krytykowało pojęcie mikroagresji za brak naukowych podstaw, zbytnie poleganie na subiektywnych dowodach i promowanie psychologicznej wątłości. Krytycy twierdzą, że unikanie zachowań interpretowanych jako mikroagresje ogranicza wolność jednostki i prowadzi do emocjonalnego samookaleczania, oraz że angażowanie autorytetów w celu zwalczania mikroagresji (np. Cancel culture) może prowadzić do zaniku umiejętności potrzebnych do mediacji własnych sporów. Niektórzy argumentują, że skoro wyrażenie mikroagresja używa języka odnoszącego się do przemocy w celu opisania słownych zachowań, to może być ono nadużywane do wyolbrzymiania krzywdy i w rezultacie prowadzić do zwiększenia wiktymizacji.
D.W. Sue, który spopularyzował pojęcie mikroagresji, wyraził wątpliwości wobec sposobu, w jaki ten koncept jest używany: „Byłem zaniepokojony, że ludzie używają przykładów wyrwanych z kontekstu i nie stosują ich w przykładny sposób, lecz w sposób każący”. W nowej edycji książki z Lisa Spanierman z 2020 i książce stworzonej wraz z doktorantami z 2021 D.W. Sue wprowadził pojęcie „mikrointerwencji” jako potencjalne rozwiązanie przypadków mikroagresji.